# Clivina ypsilon
Clivina ypsilon – gatunek chrząszcza z rodziny biegaczowatych i podrodziny grzebielników.

## Taksonomia
Gatunek ten opisany został po raz pierwszy w 1830 roku przez Pierre’a F.M.A. Dejeana.

## Morfologia
Chrząszcz o mocno wydłużonym ciele długości od 4,8 do 7,3 mm. Ubarwienie ma czerwonobrązowe do smolistego z jaśniejszymi czułkami, głaszczkami i odnóżami. Płaska i szeroka głowa ma zwykle dobrze zaznaczony wcisk pośrodkowy i dwie szerokie zmarszczki po jego bokach. Przedplecze ma obrzeżenie boków dochodzące aż do podstawy, a na dysku bruzdę pośrodkową i dwa Y-kształtne szeregi punktów po jej bokach. Pokrywy są dłuższe i węższe niż u stromek podłużnej i brązowej, a ich boki mają niemal równoległy przebieg.  Skrzydła tylnej pary są w pełni wykształcone. Odnóża przedniej pary są grzebne, o trzech wyraźnych kolcach na zewnętrznych krawędziach goleni, z których wierzchołkowy ostro sterczy ku przodowi. Odnóża środkowej pary mają długi kolec na zewnętrznej krawędzi goleni.

## Ekologia i występowanie
Owad nizinny, halofilny, zamieszkujący niezacienione, podmokłe i zasolone stanowiska, tylko przypadkowo spotykany na niezasolonym podłożu.
Chrząszcz ten jest jedynym znanym gospodarzem Intercaraboacarus clivinus, roztocza z rodziny Caraboacaridae.
Gatunek palearktyczny. W Europie znany jest z Hiszpanii, Austrii, Włoch, Czech, Słowacji, Węgier, Mołdawii, Rumunii, Bułgarii, Grecji oraz europejskich części Rosji i Turcji. W Afryce Północnej zamieszkuje Maroko, Algierię i Tunezję. W Azji podawany jest z Cypru, anatolijskiej części Turcji, Gruzji, Azerbejdżanu, Syrii, Jemenu, Kazachstanu, Turkmenistanu, Tadżykistanu, Kirgistanu, Iranu, Afganistanu i Mongolii.
Na „Czerwonej liście gatunków zagrożonych Republiki Czeskiej” umieszczony jest jako gatunek regionalnie wymarły (RE). Na Słowacji znajdywany jest bardzo rzadko i lokalnie.